# Gare de Doudeville
La gare de Doudeville est une gare ferroviaire française (fermée) de la ligne de Motteville à Saint-Valery-en-Caux, située sur le territoire de la commune d'Harcanville, à l'ouest de Doudeville, dans le département de la Seine-Maritime en région Normandie.
Elle est mise en service en 1880 par la Compagnie des chemins de fer de l'Ouest, puis devient en 1909 une gare de l'Administration des chemins de fer de l'État avant d'être une gare de la Société nationale des chemins de fer français (SNCF).
Elle est fermée en 1994.

## Situation ferroviaire
Établie à 118 mètres d'altitude, la gare de Doudeville est située au point kilométrique (PK) 181,934 de la ligne de Motteville à Saint-Valery-en-Caux, entre les anciennes gares de Grémonville et de Saint-Vaast - Bosville.
Voir le schéma de la ligne de Motteville à Saint-Valery-en-Caux.

## Histoire
La gare de Doudeville est mise en service le 11 juin 1880 par la Compagnie des chemins de fer de l'Ouest, lorsqu'elle ouvre à l'exploitation sa ligne de Motteville à Saint-Valery-en-Caux.
Elle est fermée au trafic voyageurs et à celui des marchandises le 24 septembre 1994.

## Service des voyageurs
La gare et la ligne sont fermées au trafic des voyageurs.

## Patrimoine ferroviaire
L'ancien bâtiment voyageurs, de 1880, est toujours présent.